# Franco Giulio Brambilla
Franco Giulio Brambilla (ur. 30 czerwca 1949 w Missaglia) – włoski duchowny katolicki, biskup Novary od 2012.

## Życiorys

### Prezbiterat
Święcenia kapłańskie otrzymał 7 czerwca 1975 z rąk Giovanniego Colombo. Inkardynowany do archidiecezji mediolańskiej, pracował przede wszystkim jako wykładowca w mediolańskich seminariach. W latach 1993–2003 był dyrektorem sekcji antropologii religijnej seminarium w Venegono Inferiore.

### Episkopat
13 lipca 2007 papież Benedykt XVI mianował go biskupem pomocniczym archidiecezji mediolańskiej, ze stolicą tytularną Tullia. Sakry biskupiej udzielił mu 23 września 2007 ówczesny arcybiskup Mediolanu - kard. Dionigi Tettamanzi.
24 listopada 2011 został mianowany biskupem ordynariuszem diecezji Novara. Ingres do katedry odbył się 5 lutego 2012.
Od maja 2015 jest wiceprzewodniczącym Konferencji Episkopatu Włoch.